# Emslandská jaderná elektrárna
Emslandská jaderná elektrárna (německy Kernkraftwerk Emsland) je uzavřená jaderná elektrárna v Německu. Nachází se poblíž města Lingen v oblasti Emsland v Dolním Sasku. Jediný blok elektrárny disponoval hrubým výkonem 1406 MW. Elektrárnu provozovala společnost Kernkraftwerke Lippe-Ems, vlastníky jsou RWE Power (25 %) a PreussenElektra (75%).

## Historie a technické informace

### Počátky
Poté, co United Electricity Works Westphalia původně odložila plány na velkou jadernou elektrárnu v roce 1970, společnost v roce 1973 oznámila, že buď postaví novou jadernou elektrárnu s 1200 MW v Hammu poblíž elektrárny Westfalen, nebo alternativně v Lingenu. Uvedení do provozu mělo proběhnout do roku 1980. O částečné stavební povolení pro jadernou elektrárnu Emsland bylo požádáno 17. srpna 1978. Podle dohody z roku 1978 mezi Kraftwerk Union AG a budovatelskou firmou se zakázka dříve navržená pro jadernou elektrárnu Hamm v roce 1975 vztahuje na elektrárnu, která jako první obdrží částečnou stavbu povolení, buď jaderná elektrárna Hamm, u které bylo požádáno o stavební povolení v podobné době jako pro elektrárnu Emsland, nebo zmíněný Emsland. Protože měly být obě jaderné elektrárny konstrukčně shodné a obě byly na podzim 1980 přeplánovány na bloky Konvoi s reaktory stavební řady KWU '80, měly obě elektrárny mít naprosto stejný výkon 1301 MW. Do roku 1981 byly v samotném Emslandu plánovány čtyři tlakovodní reaktory třídy 1300 MW, z nichž dva měly být postaveny v Lingenu.
Dne 12. února 1982 vydal zemský úřad Dolní Sasko první dílčí stavební povolení pro jadernou elektrárnu Emsland. Bylo to dříve, než pro elektrárnu Hamm. Ve stejném roce došlo ke sloučení jaderné elektrárny Hamm a jaderné elektrárny Emsland a vznikla jaderná elektrárna Lippe-Ems GmbH. Kvůli protijadernému smýšlení vlády spolkové země Severní Porýní-Vestfálsko pod vedením SPD byl projekt v Hammu v roce 1987 zrušen kvůli havárii v Černobylu.

### Výstavba
Výstavba bloku byla oficiálně zahájena dne 10. srpna 1982. Stejně jako u ostatních jaderných elektráren v typu Konvoi byla doba výstavby odhadována na 78 měsíců, což znamenalo, že uvedení do provozu se očekávalo v roce 1988. Začátkem listopadu společnost Kraftwerk Union AG připravila staveniště a zahájila hloubení jámy rychleji, než se očekávalo, protože stavební plán tuto fázi výstavby předpokládal až v lednu 1983. Výkopová jáma byla hluboká 12 metrů a měla objem 40 000 metrů krychlových. Dne 6. prosince 1982 byla podána žádost o druhé dílčí stavební povolení. Do konce roku 1982 byly zadány všechny zakázky na komponenty jaderné elektrárny různým společnostem. Dne 22. července 1983 posunula společnost Kraftwerk Union AG uvedení do provozu na klíč a předání provozovateli o čtyři a půl měsíce zpět na 1. října 1988, protože bylo možné dosáhnout velkých úspor času při přípravě staveniště. V srpnu 1983 byly zahájeny první betonářské práce na budově reaktoru, jejíž vnější stěny sahaly koncem roku 1983 do výšky šesti metrů nad zemí. Výztuž byla již připravena do výšky deseti metrů. Dne 13. prosince 1983 byla instalována spodní část pro kontejnment, která vážila 73 tun. Zároveň byly v plném proudu práce v suterénech budovy, pomocných systémech, strojovně, budovy rozvaděčů a budovy nouzového napájení. Byla také vykopána stavební jáma pro konstrukce čerpadel chladicí vody. Ke konci roku 1983 bylo na stavbě 940 stavebních dělníků ze 40 firem.
Dne 21. května bylo vydáno druhé dílčí stavební povolení, které umožnilo vybudování řídicích, bezpečnostních a elektrických systémů potřebných pro radiační ochranu a monitorování činnosti. Schválení zároveň předpokládá i uvedení těchto systémů do provozu. Součástí byla i konstrukční změna v budově reaktoru. Za tímto účelem byla 16. července 1984 uspořádána formální akce veřejné účasti, kde proběhla i diskuse. Do konce roku 1984 byly všechny budovy v rozestavěném stavu podle plánu. Reaktorová budova dosahovala výšky 26 metrů a byla z poloviny dokončena. Stejně pokročila i montáž bezpečnostního kontejneru. Plášť čerpací stanice na řece Emže byl téměř kompletní. Dále byly instalovány trojúhelníkové vazníky pro chladicí věž, jejíž stavba byla naplánována na jaro 1985. Zpětný výpustní kanál jaderné elektrárny o délce 2,4 kilometru byl již zcela dokončen. Na stavbě elektrárny bylo v tu dobu kolem 2000 stavebních dělníků z 90 společností.
Hrubá stavba elektrárny byla dokončena v roce 1985. Důležitá byla v tento moment zejména dostavba chladicí věže o výšce 152 metrů, které se podařilo dosáhnout v listopadu 1985, a také dostavba komína na odvod vzduchu o výšce 160 metrů. Betonážní práce na budově reaktoru stále probíhaly a uzavření kupole se očekávalo na konci roku 1986. Když byl v říjnu 1985 přivařen horní pólový uzávěr kontejnmentu, byl kompletní. Budovy dílen a skladů byly již zcela dokončeny. Ve všech objektech byla zahájena montáž elektrického a ovládacího zařízení. Díky tomu se dále zvýšil počet dělníků na stavbě na 3100 lidí ze 130 firem. Protože v roce 1985 mohly být montážní a výrobní práce opět urychleny, bylo uvedení do provozu opět posunuto zpět, tentokrát o šest týdnů na polovinu srpna 1988. Dne 28. ledna 1985 bylo zažádáno o třetí dílčí stavební povolení. To reguluje manipulaci s neozářenými palivovými články, zkušební provoz s nabitými aktivními zónami a obecnou manipulaci s jaderným palivem a radioaktivními materiály. O čtvrté dílčí stavební povolení bylo zažádáno 17. října 1985 a představovalo především jaderné uvedení jaderné elektrárny Emsland do provozu a nepřetržitý provoz elektrárny. Celkově se doba výstavby zkrátila z dříve odhadovaných 78 měsíců na 72 měsíců. Tlaková nádoba reaktoru byla dodána na staveniště a zvednuta na místo v lednu 1986. Již počátkem roku 1986 bylo připravováno zprovoznit čerpadla chladicí vody na Emži a související čisticí systém. Za tímto účelem bylo v listopadu 1985 vydáno povolení k odběru a opětovnému zavádění vody až do dosažení první kritičnosti.
Podle plánu byla ke konci roku 1986 uzavřena kupole budovy reaktoru a byly dokončeny stavební práce na budově reaktoru. Těžiště prací se přesunulo dále na montážní práce, dále některé dokončovací práce, nátěry fasád a obklady. Stavební úřad první stavby v roce 1986 kompletně zkolaudoval. Instalační práce pokračovaly rychle, takže v roce 1986 již byla většina komponent nainstalována a většina montáže potrubí byla dokončena. V sekci konvenční elektrárny dosud probíhaly ještě některé montážní práce na turbosoustrojí. Kondenzátory, dohříváky a vnější budovy pro vysokotlaké a nízkotlaké části byly tou dobou již instalovány. Tlaková zkouška kontejnmentu v části jaderné elektrárny byla úspěšně dokončena ve dnech 18. až 30. prosince 1986. Další práce, včetně celého roku 1987, zahrnovaly proplachování a vyfukování systémů za účelem uvedení dalších komponent do provozu.

### Uvedení do provozu
Teplý zkušební provoz 2 byl zahájen 8. března 1988 a byl úspěšně ukončen 19. března 1988. Dne 30. března 1988 vydalo Ministerstvo životního prostředí Dolního Saska čtvrté dílčí stavební povolení spolu s povolením na provoz jaderné elektrárny Emsland. Dne 14. dubna 1988 byl reaktor poprvé provozován kriticky a 19. dubna 1988 byl systém poprvé synchronizován s elektrickou sítí. Dne 22. dubna systém poprvé dosáhl 30 % svého nominálního výkonu. Od 25. dubna do 4. května pokračovala fáze uvádění do provozu s výkonem mezi 30 a 80 procenty. Dne 29. dubna však došlo k nečekanému rychlému odstavení reaktoru z důvodu předchozího rychlého odstavení turbíny kvůli problému na obtokové stanici ostré páry, která byla zablokována. Dne 6. května pokračovala fáze uvádění do provozu na 80 až 100 procentech výkonu. Ve stejný den bylo poprvé dosaženo plného zatížení se jmenovitým výkonem generátoru 1336 MW. Tato procedura byla dokončena 18. května, což znamená, že celá jaderná elektrárna byla uvedena do provozu. Zkušební provoz reaktorového bloku probíhal od 19. května do 14. června. Od 15. června do 20. června byl reaktor na krátkou dobu odstaven z důvodu drobných úprav a kontrol klíčových komponent. Uvedení do komerčního provozu nastalo dne 20. června 1988.

### Vyřazení z provozu
Jaderná elektrárna Emsland byla předposlední jadernou elektrárnou ve Spolkové republice Německo, která zahájila provoz a podle jaderného konsenzu z roku 2000 měla být definitivně odstavena v roce 2021. Vzhledem k prodloužení provozních dob jaderných elektráren v roce 2010 se předpokládalo její odstavení v roce 2036. Po havárii ve Fukušimě bylo toto rozhodnutí zrušeno a elektrárna měla být odstavena 31. prosince 2022 odstavena. Kvůli nedostatku elektrické energie byla elektrárna odstavena až 15. dubna 2023.

## Informace o reaktoru
| Reaktor   | Typ reaktoru | Výkon   | Výkon   | Zahájení výstavby | Připojení k síti | Uvedení do provozu | Uzavření    |
| Reaktor   | Typ reaktoru | Čistý   | Hrubý   | Zahájení výstavby | Připojení k síti | Uvedení do provozu | Uzavření    |
| --------- | ------------ | ------- | ------- | ----------------- | ---------------- | ------------------ | ----------- |
| Emsland-1 | Konvoi '80   | 1335 MW | 1406 MW | 10. 8. 1982       | 19. 4. 1988      | 20. 6. 1988        | 15. 4. 2023 |

### Sledované stránky
- Jaderná energetika v Německu